# Pachycondyla mesoponeroides
Pachycondyla mesoponeroides är en myrart som först beskrevs av Alexander G. Radchenko 1993.  Pachycondyla mesoponeroides ingår i släktet Pachycondyla och familjen myror. Inga underarter finns listade i Catalogue of Life.